# Ganoderma albomarginatum
Ganoderma albomarginatum är en svampart som beskrevs av S.C. He 1989. Ganoderma albomarginatum ingår i släktet Ganoderma och familjen Ganodermataceae. Inga underarter finns listade i Catalogue of Life.